# ۷۹۰ (خورشیدی)
۷۹۰ هفتصد و نودمین سال هجری خورشیدی است.